# Hugh Edwin Strickland

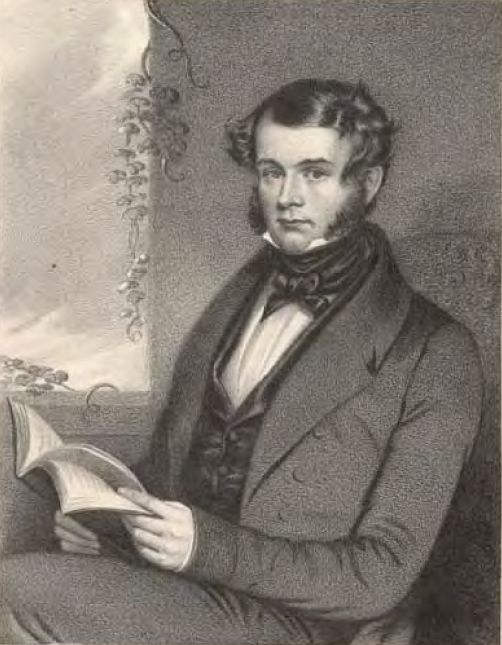
Hugh Edwin Strickland im Alter von 26 Jahren

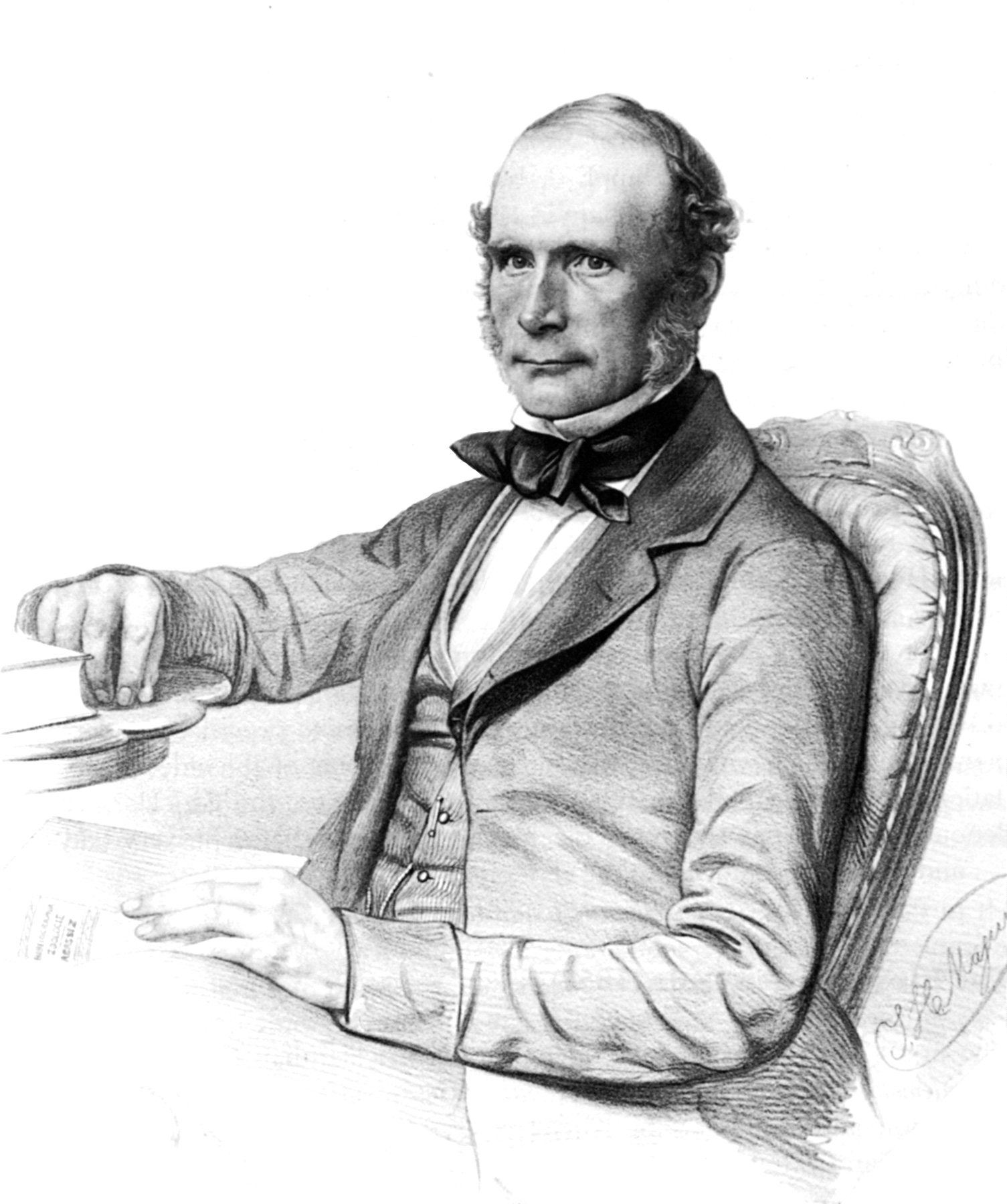
Hugh Edwin Strickland

Hugh Edwin Strickland (* 2. März 1811 in Reighton, Yorkshire; † 14. September 1853 nahe Retford, Nottinghamshire) war ein englischer Geologe, Ornithologe und Systematiker.

## Leben und Wirken
Strickland wurde als zweiter Sohn von Henry Eustatius Strickland und Mary, Tochter von Edmond Cartwright geboren. Er wuchs auf einem etwas abgelegenen Landgestüt auf und so verwundert es nicht, dass er schon als Kind ein starkes Interesse für Naturphänomene entwickelte; auch soll er in der Umgegend bereits Fossilien gesammelt haben. Dieses zuerst kindliche Interesse vertiefte er in seiner Jugend durch zahlreiche Ausflüge in Gloucestershire, Lincolnshire und anderen Gegenden Englands. Im Februar 1829 begann er ein Studium am Oriel College, Oxford. In Oxford hörte er Vorlesungen über Anatomie, Zoologie und Geologie. Im Mai 1831 erwarb er einen B.A., im folgenden Jahr den M.A. Während der Studienferien unternahm er mehrere Reisen, u. a. auf die Isle of Wight und nach Paris (mit seinem Vater).
Ab dem Sommer 1835 begleitete er den englischen Geologen William John Hamilton (1805–1867) auf dessen Reise in den östlichen Mittelmeerraum und veröffentlichte als Resultat mehrere Berichte zur Geologie Kleinasiens, die in den Sitzungen der Geological Society of London vorgetragen wurden; einige dieser Berichte waren von Athen nach London geschickt worden. Zusammen mit Hamilton besuchte Strickland Griechenland, Athen, die Westküste der Türkei um Smyrna, den Bosporus, Konstantinopel und Zante; den Rückweg trat er, via Malta, Neapel und Brüssel, allein an. Strickland führte während seine gesamten Reise ein Tagebuch, das bisher nicht veröffentlicht worden ist. Nach seiner Rückkehr verarbeitete er seine Aufzeichnungen und Forschungen in mehreren Schriften, die allerdings zu Lebzeiten nur auszugsweise oder in Artikelform gedruckt wurden. Außerdem erforschte er die Geologie verschiedener Regionen Englands.
Im Jahr 1837, ein Jahr nach der Rückkehr von seiner großen Reise, besuchte er mit seinem Vater Schottland. Dorthin kehrte er im Jahr 1840 zu einer Konferenz zurück und lernte dort nicht nur Sir William Jardine, sondern vor allem dessen Tochter Catherine kennen, die er fünf Jahre später heiratete (siehe unten).
Im Jahr 1844 war Strickland einer der Gründer der Ray Society, die sich zum Ziel setzte, wissenschaftliche Arbeiten zur Naturgeschichte zu veröffentlichen, für die sich sonst kein Verleger oder Geldgeber fand. Strickland selbst brachte im Auftrag der Society die umfassende, vierbändige Bibliographia zoologiae et geologiae heraus (London 1848–1854), die Überarbeitung und Ergänzung eines handschriftlichen Katalogs, den zuerst Louis Agassiz erstellt hatte. Zusammen mit dem Anatomen Alexander Gordon Melville (1819–1901) schrieb Strickland 1848 eine Studie über den Dodo, und zwar aufgrund der kümmerlichen Überreste mehrerer Exemplare des ausgestorbenen Vogels, die seit dem 17. und 18. Jahrhundert in England aufbewahrt wurden.
Im Jahr 1846 ließ sich Strickland endgültig in Oxford nieder. Dort wirkte er ab 1850 als reader in geology. Später unterstützte er Roderick Murchison bei dessen den Vorarbeiten zur Stratigraphie des Silurs.
Strickland kam 1853 tragisch ums Leben, als er bei Retford in Nottinghamshire geologische Proben entlang der neu erbauten Bahntrasse der Manchester, Sheffield & Lincolnshire Railway nahm: Um einem Güterzug auszuweichen, der auf einem Gleis angefahren kam, trat er auf das nebenliegende Gleis und übersah einen Personenzug, der aus der anderen Richtung kam. Er wurde von diesem Zug erfasst und war auf der Stelle tot. Die betreffende Gleisstelle lag in einer scharfen Kurve, und Strickland sah den zweiten Zug erst im letzten Moment; der Personenzug soll ca. 42 km schnell gefahren sein und weniger als 90 m von Strickland entfernt gewesen sein, als dieser ihn zuerst – und zu spät – erblickte. Strickland wurde in der Kirche von Deerhurst bei Tewkesbury begraben.

## Dedikationsnamen
Nach Strickland wurden zwischen 1855 und 1859 benannt: der Vogel Copsychus stricklandii („White-Crowned Shama“) aus der Familie der Fliegenschnäpper, der einzig auf Borneo heimisch ist, sowie Stricklandia, eine Gattung fossiler Armfüßer.

## Familie
Strickland war seit 1845 mit Catherine Dorcas Maule Jardine verheiratet, der Tochter von Sir William Jardine. Sie war eine talentierte Zeichnerin und Illustratorin und stellte viele Abbildungen für die Serie Illustrations to Ornithology (1825–1843) her. Sie produzierte auch die Abbildungen von Vögeln und Fossilien, die ihr Mann bei seinen Vorlesungen in Oxford benutzte.

## Mitgliedschaften
- Ray Society (Mitbegründer und Mitglied, 1844)
- Royal Society (seit 1852)
- Société Cuvierienne, vorgestellt von Lovell Augustus Reeve und 1845 als Mitglied Nummer 298 aufgenommen.[9]

## Schriften
- 1837: Ueber die Geologie des westlichen Theiles von Kleinasien. In: Neue Notizen aus dem Gebiete der Natur- und Heilkunde (Weimar), Nr. 17, März 1837, Sp. 257–261
- 1840: On the Geology of the Neighbourhood of Smyrna. In: Transactions of the Geological Society of London, 2. Serie, Band V, Teil 2, London 1840, S. 393–402
- 1845: R.I. Murchison: Outline of the Geology of the Neighborhood of Cheltenham. A New Edition, Augmented and Revised by James Buckman and H.E. Strickland. John Murray, London (Google)
- 1848 (zusammen mit Alexander G. Melville): The Dodo and its Kindred, or the History, Affinities, and Osteology of the Dodo, Solitaire, and Other Extinct Birds of the Islands Mauritius, Rodriguez, and Bourbon. Reeve, Benham, & Reeve, London (BHL Digitalisat) (Google)
- 1848–1854 (zusammen mit Louis Agassiz): Bibliographia zoologiæ et geologiæ. A General Catalogue of all Books, Tracts, and Memoirs on Zoology and Geology. 4 Bände. Ray Society, London.
  - Band I: Containing Periodicals, and the Alphabetical List from A to BYW (1848) (BHL Digitalisat)
  - Band II: Containing the Alphabetical List from CAB to FYF (1850) (BHL Digitalisat)
  - Band III: Containing the Alphabetical List from GAB to MYL (1852) (BHL Digitalisat)
  - Band IV: Containing the Alphabetical List from NAC to ZWI (1854) (zusammen mit Sir William Jardine) (BHL Digitalisat)
- 1852: On Geology in Relation to the Studies of the University of Oxford. J. Vincent, Oxford; hdl:2027/uc2.ark:/13960/t4qj78v5h (Hathitrust).
- 1855 (posthum): Ornithological Synonyms. Hrsg. von Mrs. Hugh E. Strickland[10] und Sir W. Jardine. John Van Voorst, London.
  - Band I (mehr nicht erschienen): Acciptres (BHL Digitalisat)
- 1858 (?): Scientific Writings of the Late Hugh Edwin Strickland on Geology, Asia Minor, and the Bosphorus. Hrsg. von Sir William Jardine. John Van Voorst, London o. J.;hdl:2027/wu.89119132470 (Hathitrust).
- 1878 (posthum): Rules for Zoological Nomenclature Drawn up by the Late H.E. Strickland (Assisted by Many Zoologists, British and Foreign). Hrsg. von der British Association for the Advancement of Science. John Murray, London (Google)